# ДСО Агромашина
„Агромашина“ е държавно стопанско обединение със седалище в София, създадено през 1965 г.
Произвежда селскостопански машини, резервни части и принадлежности.
Сред неговите предприятия са:
- Държавен машиностроителен завод, Русе (по-късно „Агромашина“) – за земеделска прикачна техника;
- ДМЗ „Г. Димитров“, Видин (по-късно ДСО „Випом“) – за водни помпи;
- Тракторен завод, Карлово (днес „Агротехника“) и др.

Външнотърговското предприятие на обединението е „Агромашинаимпекс“, преобразувано в акционерно дружество през 1990-те години. Държавното „Агромашинаимпекс“ АД е приватизирано през 2002 г. Негов наследник е „Агромашина“ ЕООД.